# Gwadar

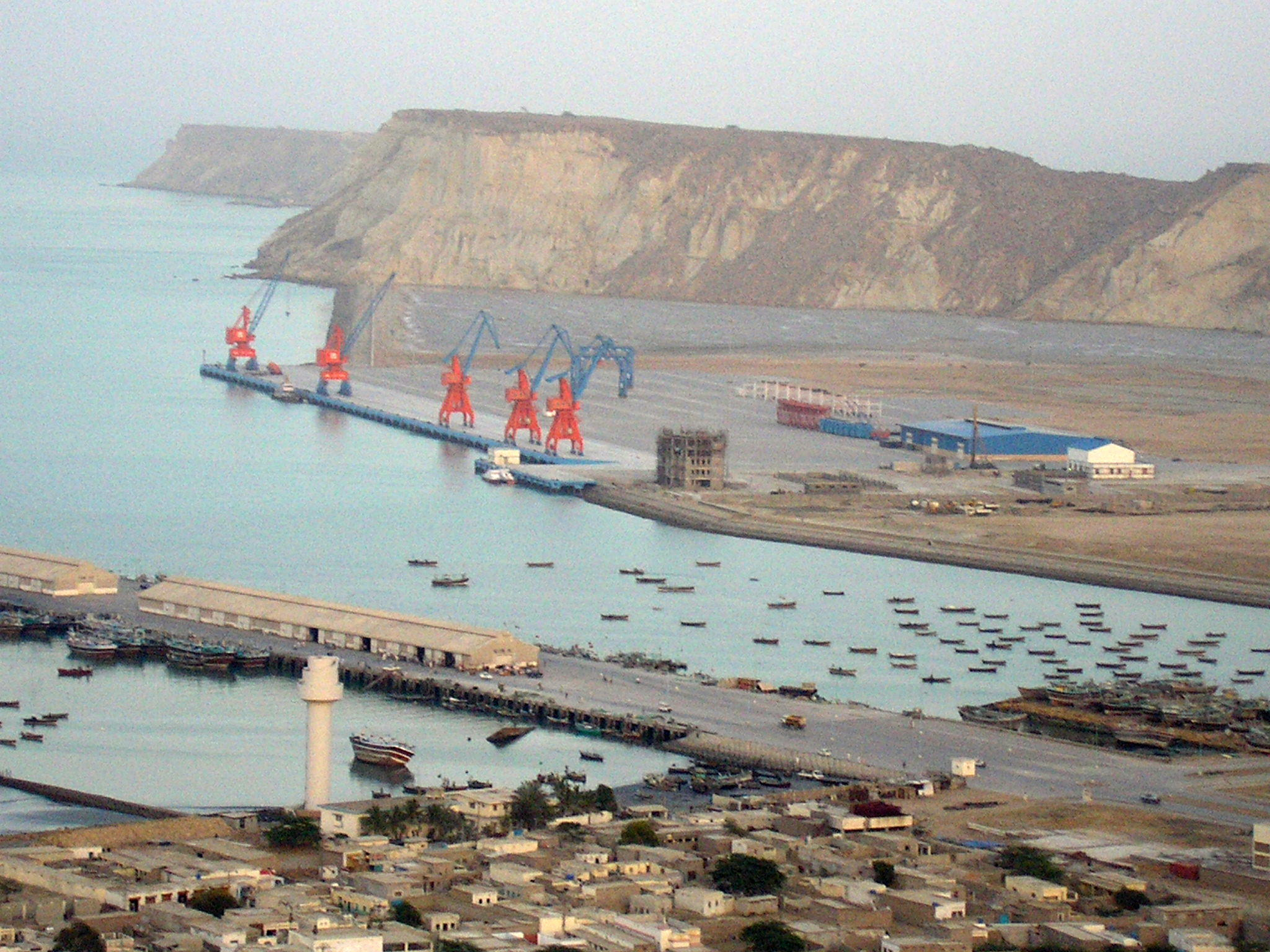
Gwadars hamn

Gwadar är en hamnstad i distriktet Gwadar i södra Baluchistan i sydvästra Pakistan. Folkmängden uppgår till cirka 90 000 invånare. Staden är belägen vid kusten mot Omanviken, nära Hormuzsundet, omkring 100 kilometer öster om den iranska gränsen, och 460 kilometer väster om Karachi. I norra delen av stadsområdet ligger Gwadars internationella flygplats. Staden har också en 2002 anlagd modern containerhamn och en oljeterminal. 
Staden tillhörde fram till 1958 Oman. Det köptes av Pakistan genom Aga Khan III.
I Gwadar genomförs eller planeras ett flertal kinesiskfinansierade projekt inom ramen för Kinas "Ett bälte, en väg"-projekt, varav de största är New Gwadar International Airport, ett vägprojekt och en avsaltningsanläggning.

## Bildgalleri

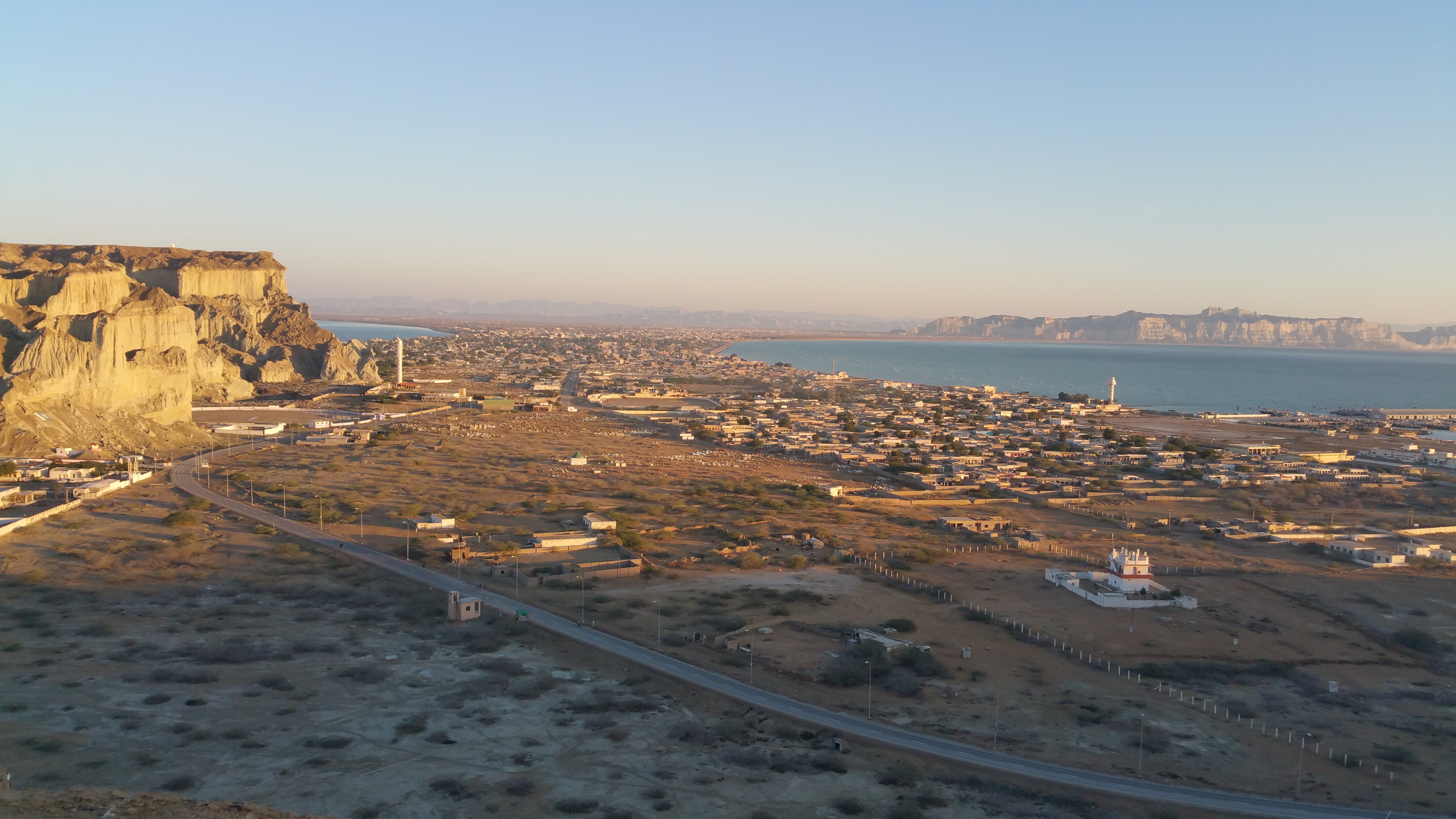
Gwadarhalvvön
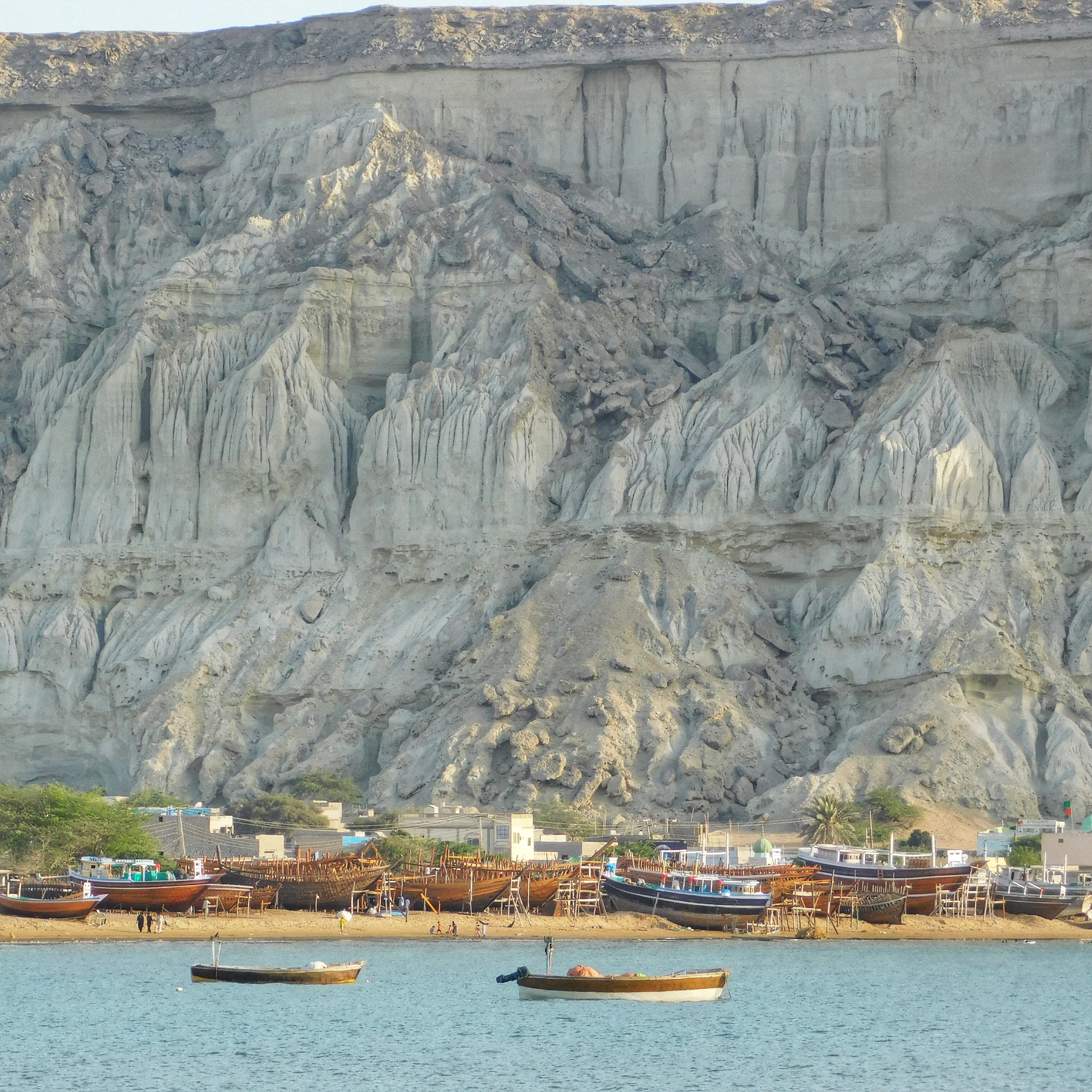
Fiskebåtar i Gwadar East Bay med Koh-e-Mehdibergen i bakgrunden
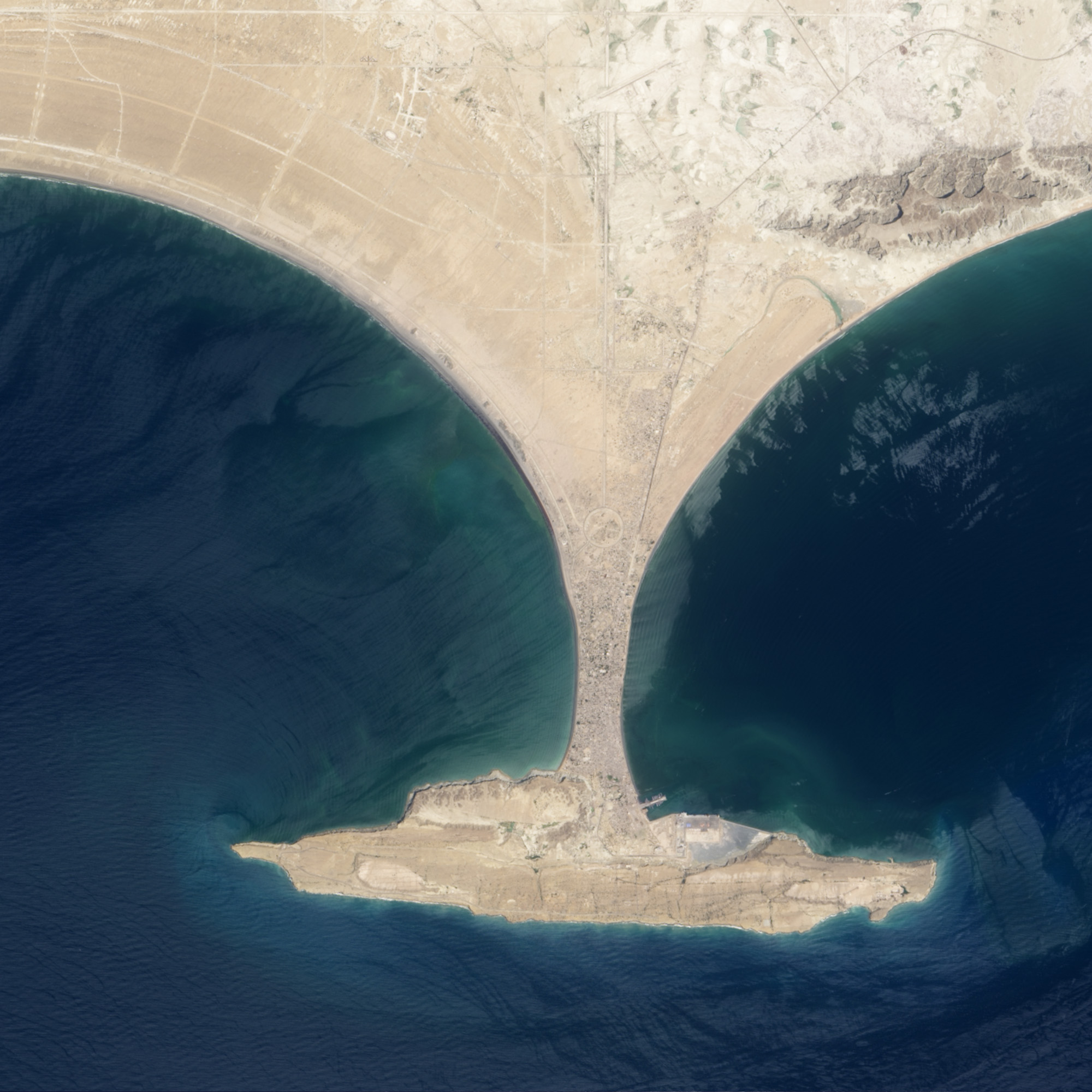
Flygbild över Gwadarhalvön